# Idaea nigra
Idaea nigra är en fjärilsart som beskrevs av Müller 1937. Idaea nigra ingår i släktet Idaea och familjen mätare. Inga underarter finns listade i Catalogue of Life.